# Сахил, Мохаммед
Мохаммед Сахил (араб. محمد سهيل‎; род. 11 октября 1963, Марокко) — марокканский футболист и футбольный тренер, играл на позиции полузащитника. Участник чемпионата мира 1986 года.

## Биография

### Клубная карьера
Сахил начинал карьеру в клубе «Видад», за который играл в течение трёх сезонов. В составе «Видада» он был одним из лучших атакующих полузащитников. В 1986 году перешёл в «Кавкаб», в котором отыграл один сезон, по окончании которого вернулся в «Видад». После одного сезона в «Видаде» уехал во Францию, где играл за «Луан-Кисо» во втором дивизионе.
После возвращения играл в Марокко за «Видад», «Раджу» и «Тихад». В 1993 году уехал в Португалию, где в течение пяти сезонов играл за «Куартейренсе» в низших дивизионах.

### Карьера в сборной
Был включён в заявку сборной Марокко на чемпионат мира 1986 года, но на том турнире на поле так и не вышел. Играл на Кубке африканских наций 1986 года, где в матче за бронзу против сборной Кот-д’Ивуара забил гол — Марокко проиграло со счётом 3:2 и осталось без медалей.